# COVID-19 в Чили
Пандемия коронавирусной инфекции 2019 (COVID-19) достигла Чили в марте 2020 года. По состоянию на март 2020 года в Чили наблюдается значительная вспышка COVID-19. Потенциал для увеличения числа случаев заболевания коронавирусом в Чили огромен, особенно учитывая продолжающиеся массовые протесты.

## Хронология
- 3 марта 2020 года: министр здравоохранения подтвердил первый случай заболевания вирусом в Чили, тем самым сделав эту страну третьей в Латинской Америке, сообщившей о таком случае после Бразилии и Аргентины. Нулевым пациентом стал 33-летний мужчина из города Талька[1].
- 4 марта 2020 года Марлен Дюран подтвердила второй случай заболевания COVID-19 в стране. Новый случай заражения – жена 33-летнего врача, у которого накануне был поставлен положительный диагноз. В тот же день Министерство здравоохранения подтвердило третий случай заболевания в Сантьяго: 56-летняя женщина вернулась в Чили после поездки в Европу, где она посетила несколько стран, включая Италию.
- 5 марта 2020 года: Институт общественного здравоохранения подтвердил четвертый случай заболевания в Сантьяго – 40-летняя женщина, прибывшая в Чили 29 февраля из Италии[2].
- 6 марта 2020 года: Министерство здравоохранения подтвердило пятый случай заболевания в Сантьяго – 58-летний мужчина, недавно вернувшийся из Европы.
- 7 марта 2020 года: Министерство здравоохранения подтвердило шестой случай заболевания и седьмой случаи заражения в стране[3].
- 8 марта 2020 года: были подтверждены еще 3 случая заболевания; 83-летняя женщина, заразившаяся вирусом от члена семьи, посетившего ее из Нью-Йорка, 39-летний мужчина из Тальки, связанный с 1-м и 2-м случаями заболевания, заразившимся вирусом через контакт с ними, и 14-летний мужчина, который путешествовал в Европу с пациентами № 3, 5 и 6.
- 9 марта 2020 года: Министерство здравоохранения сообщило о трех новых случаях заболевания. Наряду с этой новостью Министерство здравоохранения объявило, что оно начнет сообщать о новых случаях заболевания ежедневно, а не по одному, как только они будут подтверждены.
- 10 марта 2020 года: были подтверждены 4 новых случая заболевания, в результате чего общее число заболевших достигло 17[4].
- 11 марта 2020 года: было подтверждено 6 новых случаев заболевания, в результате чего общее число заболевших достигло 23. Среди инфицированных 14 человек проживают в столичном регионе Сантьяго, который став первым регионом в Чили, который превзошел десять подтвержденных случаев заболевания.
- 12 марта 2020 года: было подтверждено 11 новых случаев заболевания, в результате чего общее число заболевших достигло 34.
- 13 марта 2020 года: было подтверждено 9 новых случаев заболевания, в результате чего общее число заболевших достигло 43. Колледж Святого Георгия начал 15-дневный карантин после того, как учитель дал положительный результат на вирус[5].
- 14 марта 2020 года: было подтверждено 18 новых случаев заболевания, в результате чего общее число заболевших достигло 61.
- 15 марта 2020 года: было подтверждено 14 новых случаев заболевания, в результате чего общее число заболевших достигло 75[6].
- 16 марта 2020 года: за один день был подтвержден 81 новый случай заболевания, в результате чего общее число заболевших достигло 156[7].

- 17 марта 2020 года: было подтверждено 45 новых случаев заболевания, в результате чего общее число заболевших достигло 201.
- 18 марта 2020 года: было подтверждено 37 новых случаев заболевания, в результате чего общее число заболевших достигло 238.
- 19 марта 2020 года: было подтверждено 103 новых случая заболевания, в результате чего общее число заболевших достигло 342. В тот же день нулевой и первый пациенты (33-летний мужчина его жена) были признаны здоровыми и отправлены домой на карантин.
- 20 марта 2020 года: было подтверждено 92 новых случая заболевания, в результате чего общее число заболевших достигло 434.
- 21 марта 2020 года: было подтверждено 103 новых случая заболевания, в результате чего общее число заболевших по всей стране достигло 537. Министр здравоохранения Хайме Маньялич подтвердил первую смерть от коронавирусной инфекции в Чили 83-летней женщины из Сантьяго[8].
- 22 марта 2020 года: было подтверждено 95 новых случаев заболевания, в результате чего общее число заболевших достигло 632. По всей стране в ночное время был введен комендантский час.
- 24 марта 2020 года: был подтвержден первый случай заболевания на острове Пасхи, несмотря на блокировку, установленную 19 марта. Было подтверждено 176 новых случаев заболевания, в результате чего общее число таких случаев достигло 922.
- 25 марта 2020 года: было подтверждено 220 новых случаев заболевания и одна смерть, в результате чего общее число заболевших и умерших достигло 1142 и 3 соответственно[9].
- 26 марта 2020 года: было подтверждено 164 новых случая заболевания и одна смерть, в результате чего общее число заболевших и умерших достигло соответственно 1306 и 4. Полный комендантский час был введен в 7 коммунах столичного региона.
- 27 марта 2020 года: было подтверждено 304 новых случая заболевания и одна смерть, в результате чего общее число заболевших и умерших достигло соответственно 1610 и 5.
- 28 марта 2020 года: было подтверждено 299 новых случаев заболевания и одна смерть, в результате чего общее число заболевших И умерших достигло 1909 и 6 соответственно[10].
- 6 апреля 2020 года: был отменен карантин на острове Пасхи, так как новых случаев заражения коронавирусом там выявлено не было. При этом на острове продолжает действовать комендантский час, а в местном аэропорту организован дополнительный санитарный контроль для всех прибывающих[11].

## Случаи заболевания
| Дата          | Новые случаи заражения | общее количество случаев заражения | Выздоровело | Летальный исход |
| ------------- | ---------------------- | ---------------------------------- | ----------- | --------------- |
| 3 марта 2020  | 1                      | 1                                  | 0           | 0               |
| 4 марта 2020  | 2                      | 3                                  | 0           | 0               |
| 5 марта 2020  | 1                      | 4                                  | 0           | 0               |
| 6 марта 2020  | 1                      | 5                                  | 0           | 0               |
| 7 марта 2020  | 2                      | 7                                  | 0           | 0               |
| 8 марта 2020  | 3                      | 10                                 | 0           | 0               |
| 9 марта 2020  | 3                      | 13                                 | 0           | 0               |
| 10 марта 2020 | 4                      | 17                                 | 0           | 0               |
| 11 марта 2020 | 6                      | 23                                 | 0           | 0               |
| 12 марта 2020 | 11                     | 34                                 | 0           | 0               |
| 13 марта 2020 | 9                      | 43                                 | 0           | 0               |
| 14 марта 2020 | 18                     | 61                                 | 0           | 0               |
| 15 марта 2020 | 14                     | 75                                 | 0           | 0               |
| 16 марта 2020 | 81                     | 156                                | 0           | 0               |
| 17 марта 2020 | 45                     | 201                                | 1           | 0               |
| 18 марта 2020 | 37                     | 238                                | 3           | 0               |
| 19 марта 2020 | 104                    | 342                                | 5           | 0               |
| 20 марта 2020 | 92                     | 434                                | 6           | 0               |
| 21 марта 2020 | 103                    | 537                                | 8           | 1               |
| 22 марта 2020 | 95                     | 632                                | 8           | 1               |
| 23 марта 2020 | 114                    | 746                                | 11          | 2               |
| 24 марта 2020 | 176                    | 922                                | 17          | 2               |
| 25 марта 2020 | 220                    | 1142                               | 22          | 3               |
| 26 марта 2020 | 164                    | 1306                               | 33          | 4               |
| 27 марта 2020 | 304                    | 1610                               | 43          | 5               |
| 28 марта 2020 | 299                    | 1909                               | 61          | 6               |
| 29 марта 2020 | 230                    | 2139                               | 75          | 7               |

## Правительственные меры
С 1 октября 2022 года не требуется предоставления сертификата о прохождении вакцинации от COVID-19, сняты ограничения на допустимое количество посетителей в магазинах, иных общественных учреждениях. Сняты ограничения по нахождению большого количества людей в общественных местах. Отменено требование ношения масок, кроме учреждений здравоохранения.
При въезде в страну необходимо предоставление COVID-сертификата, либо отрицательного результата ПЦР-теста, сделанного за 48 часов до вылета. 